# Betar
El movimiento Betar (hebreo, בֵּיתַ"ר) es una tnuá (movimiento juvenil sionista y judío) de ideología sionista revisionista, fue fundado en 1923 por el judío Zeev Jabotinsky en Riga, Letonia. Fue uno de varios movimientos juveniles de derecha que surgieron en esa época y adoptaron saludos y uniformes especiales influenciados por el fascismo.
Durante la Segunda Guerra Mundial, fue una fuente de reclutamiento tanto para los regimientos judíos que lucharon junto a los británicos como para los grupos judíos que luchaban contra ellos en el Mandato Británico de Palestina. Betar estuvo tradicionalmente vinculado a los partidos políticos pioneros judíos, el Herut original, y posteriormente al Likud, y mantuvo una estrecha afiliación con el grupo militante sionista revisionista Irgún. Algunos de los políticos más destacados de Israel fueron miembros de Betar (Betarim) en su juventud, especialmente los primeros ministros Isaac Shamir y Menájem Beguín.
El grupo ha enfrentado controversia por su apoyo al terrorismo sionista y al kahanismo, un movimiento que exige la segregación de los no judíos. La organización, que según el periódico israelí Haaretz está vinculada al partido Likud de Benjamin Netanyahu, ha sido incluida en la lista negra de la Liga Antidifamación por su aceptación de la «islamofobia y el acoso a los musulmanes».

## Historia

### Fundación
Betar fue fundado por Zeev Jabotinsky en una reunión de jóvenes judíos en Riga, Letonia, organizada por Aaron Propes en 1923. Jabotinsky habló de los ataques árabes al asentamiento de Tel Jai y otros asentamientos judíos en Galilea. Creía que estos incidentes, indicativos de serias amenazas para los judíos palestinos, solo podían abordarse mediante la recreación del antiguo estado judío de Israel, que se extendía por la totalidad de Palestina y Jordania. Esta es la filosofía definitoria del sionismo revisionista. Jabotinsky propuso crear Betar para fomentar una nueva generación de judíos profundamente adoctrinados en estos ideales nacionalistas y entrenados para la acción militar contra todos los enemigos del judaísmo. En 1931, Jabotinsky fue elegido Rosh Betar ("jefe de Betar") en la primera conferencia mundial celebrada en Danzig.
Joseph Trumpeldor, el líder de los colonos judíos 
Surgieron agrupaciones por toda Europa, incluso durante la Segunda Guerra Mundial. Después de la guerra y durante el asentamiento de lo que se luego se convirtió en Israel, Betar estuvo tradicionalmente vinculado a los partidos políticos Herut y luego Likud. Estaba estrechamente afiliado al grupo paramilitar sionista revisionista anterior a la formación de Israel Irgún. Fue uno de los muchos movimientos de derecha y grupos de jóvenes que surgieron en ese momento que adoptaron uniformes y saludos especiales.
fue el principal modelo a seguir de los Betar. Trumpeldor se refería a sacrificar la vida para promover el establecimiento de un estado judío independiente. Las palabras de Shir Betar ("La canción de Betar"), escritas por Jabotinsky, incluyen una línea que asocia las últimas palabras de Trumpeldor a "no importa". Como expresa la canción, los jóvenes de Betar debían ser tan "orgullosos, generosos y feroces" como Trumpeldor y estar dispuestos a sacrificarse por Israel como hizo él. 

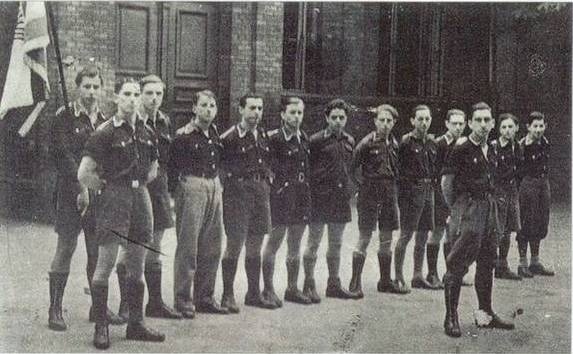
Miembros de Betar en un mizdar (formación).

Betar rápidamente ganó muchos seguidores en Polonia, Palestina, Letonia, Lituania, Austria, Checoslovaquia, Alemania y otros lugares. Fue particularmente exitoso en Polonia, que tenía la población judía más grande de Europa en ese momento.
En 1934, Polonia albergaba a 40.000 de los 70.000 miembros de Betar. Las actividades de rutina de Betar en Varsovia incluían ejercicios militares, instrucción en hebreo y estímulo para aprender inglés. Los grupos de milicias organizados por Betar en Polonia ayudaron a defenderse de los ataques de la organización Campo Nacional Radical. El gobierno polaco de entreguerras ayudó a Betar con el entrenamiento militar.
A lo largo de la década de 1930 y principios de la de 1940, Betar ayudó a la inmigración generalizada de judíos a Palestina en violación de las cuotas de inmigración del Mandato Británico, que no se habían incrementado a pesar del aumento de refugiados de la persecución nazi y el asesinato de judíos. En total, Betar fue responsable de la entrada de más de 40.000 judíos a Palestina bajo tales restricciones.

### Betar durante la Segunda Guerra Mundial
Durante la Segunda Guerra Mundial, los miembros de Betar, incluidos ex oficiales del ejército polaco, fundaron Żydowski Związek Wojskowy (ŻZW; "Unión Militar Judía"), que luchó en el Levantamiento del Gueto de Varsovia. Mordechai Anielewicz, el líder del otro gran grupo de levantamiento, Żydowska Organizacja Bojowa (ZOB; "Organización de Combate Judío"), también obtuvo su entrenamiento militar en Betar, siendo secretario de la organización Betar Varsovia en 1938. La dejó para unirse y rápidamente tomar el liderazgo del grupo sionista socialista de izquierda Hashomer Hatzair en Varsovia.
Los combatientes judíos bajo el liderazgo de Josef Glazman, jefe de Betar en Lituania, lucharon contra los nazis junto con los partisanos lituanos en los bosques de las afueras de Vilnius; sin embargo, los partidarios antinazis de la mayoría de las demás naciones no estaban dispuestos a luchar junto a Betar. La canción de los partisanos, un himno tradicionalmente cantado por los sobrevivientes del Holocausto en Yom HaShoah, fue escrito en memoria y dedicación a Glazman.

### Grupos clandestinos: Irgún y Leji
En 1931, miembros de Betar fundaron al grupo paramilitar clandestino Irgún Zvai Leumi ("Organización Militar Nacional", conocida como "Etzel") con el objetivo de defenderse de ataques árabes, pero a diferencia de la Haganá liderada por sionistas socialistas, el Irgún también llego a contraatacar a los árabes. El objetivo principal del Irgún era el de echar a los británicos de palestina para crear al estado judío, esto hizo que el Reino Unido catalogara al Irgún como organización terrorista y empezara a perseguir a sus miembros. A medida que la política británica y las necesidades/demandas judías se oponían cada vez más, Betar y el Irgún intensificaron su campaña militar contra los británicos, basada principalmente en tácticas de guerrilla de sabotaje y asesinato. 
Con el estallido de la Segunda Guerra Mundial, Raziel y Jabotinsky declararon un alto el fuego incondicional contra los británicos, ya que Gran Bretaña y los sionistas tenían un enemigo común en Alemania. El segundo al mando de Raziel, Abraham "Yair" Stern, se separó y formó el Grupo Stern, más tarde rebautizado como LEHI (Lohamei Herut Yisrael, "Luchadores por la libertad de Israel"), que continuó atacando objetivos británicos. Elementos radicales de Betar se unieron a LEHI, pero la mayoría se quedó con el Irgún. 
El futuro primer ministro israelí, Menájem Beguín, que había encabezado Betar Polonia antes de la Segunda Guerra Mundial, llegó a Palestina al final de la guerra y tomó el control inmediato tanto de Betar Palestina como del Irgún. Lideró las dos organizaciones en su contribución a la guerra de 1948 que estableció las fronteras iniciales del recién proclamado estado de Israel. Betar y el Irgún permanecieron funcionalmente entremezclados, compartiendo constantemente liderazgo y mano de obra. Por el contrario, Haganá, la organización oficial de defensa de la Agencia Judía para la Tierra de Israel, y su ala militar, el Palmaj, prácticamente no tenían miembros de Betar.

### Batalla de Altalena
Al declararse la independencia de Israel, las distintas milicias paramilitares judías se unieron para formar las Fuerzas de Defensa de Israel que hoy en día sirven como las Fuerzas Armadas de Israel. Durante este proceso de unificación ocurrió la tragedia del barco Altalena. El Altalena era un barco del Irgún que venia desde Europa cargado de armamento y de inmigrantes judíos. Beguin, que dirigía el Irgún en ese entonces, quería que los armamentos del barco fueran a parar a las tropas del ex-Irgún, que ahora formaba parte de las FDI. David Ben-Gurión, que previamente dirigió a la Haganá y ahora iba a dirigir a las FDI y al recién creado Estado de Israel, ordenó que las armas no fuesen para los soldados del Irgún porque temía de un posible golpe de estado de las fuerzas revisionistas. Debido a la negación de los soldados irgunistas de entregar las armas, Ben-Gurión abrió fuego. El saldo de este conflicto fue de tres soldados del FDI muertos y dieciséis irgunistas muertos y 200 capturados. Esta es una de las mayores tragedias de la historia de Betar y del sionismo en general. Después de esto los soldados de lo que fueron el Irgún y la Haganá lucharon codo a codo en la guerra de independencia contra los árabes. 

### Después de la creación del Estado Judío
Luego de la guerra de independencia, Beguín, líder del revisionismo, fundo el partido político Herut para hacerle frente al establishment socialista de Ha-Avodá (el partido laborista de Ben-Gurión). El Herut su unió a otros partidos de derecha para formar el Likud, y en 1977 Menájem Beguín fue elegido como primer ministro. Lo más destacable de su mandato fue la paz con Egipto. Hoy en día el Likud es de los partidos más importantes de Israel. 
Muchos de los conservadores más destacados de Israel han sido "graduados" de Betar, incluidos los ex primeros ministros Menachem Begin, Isaac Shamir y Ehud Olmert, y el exministro de Defensa Moshe Arens. La exministra del Likud/Kadima (en varias oficinas) Tzipi Livni era una joven betarista. También el político Yoel Hasson fue anteriormente jefe nacional de Betar en Israel. Livni y Hasson más tarde formaron Hatnuah, que en 2015 se alió con los laboristas de centro izquierda de la Unión Sionista. El actual embajador de Israel ante la ONU, Danny Danon, también participó y es exlíder de la Organización Mundial Betar. A principios del siglo XXI, Betar tenía alrededor de 21.000 miembros en todo el mundo.
Actualmente Betar ya no se enfoca en todo lo que tiene que ver con entrenamiento militar y preparación bélica, si no en educar a la juventud judía de forma lúdica utilizando educación no formal. Betar es activo en varios países como Argentina, Australia, Brasil, Sudáfrica, Francia, Uruguay y por supuesto Israel. Betar tiene formas distintas de funcionar, en la mayoría de maozim (sedes) Betar funciona como un organización educativa para jóvenes de 3 a 20 años. En otros países funciona Betar Tagar que funciona para jóvenes de mayor edad y vendría a ser una rama más política. A pesar de que Betar no tiene tantos miembros como en el pasado, las marcas que dejo en la historia son claras, muchos de los ideales de Jabotinsky son aplicados hoy en Israel.

## Ideología

### Sionismo
La idea principal de Betar es el sionismo. El sionismo es la idea de que debe establecerse un estado judío soberano en Eretz Israel. El sionismo moderno, como lo conocemos hoy en día, surgió a finales del siglo XIX de mano del judío húngaro Theodor Herzl. Jabotinsky, fundador de Betar, era un gran admirador de Herzl. Jabotinsky creo una vertiente más nacionalista del sionismo, llamada sionismo revisionista. Tiene este nombre porque se entendía como una revisión del sionismo político de Herzl. Jabotinsky creo distintas organizaciones que expresaron al movimiento revisionista; una rama militar (Irgún), una rama política (Nueva Organización Sionista) y una rama educativa, que vendría a ser el propio Betar. El revisionismo hace un énfasis en la importancia de Jerusalén como capital de Israel, se utiliza frecuentemente la frase «Jerusalén, capital única e indivisible».

### Puntos ideológicos
La ideología y filosofía sionista revisionista de Betar es resumida en diez puntos ideológicos. Estos fueron desarrollados por el mismo Zeev Jabotinsky y sus alumnos. Estos puntos ideológicos se enseñan y aplican en todos los maozim de Betar en el mundo, resumen la visión de Jabotinsky para el Estado de Israel y como deberían de ser y actuar los betarim.

#### Cada individuo es un rey
Kol Lajid Hu Melej en Hebreo, esto forma parte de la misión educativa de Betar. «Cada uno de los judíos somos hijos de reyes».

#### Un estado judío y democrático enEretz Israel
Betar, como movimiento sionista, busca la creación de un estado judío, democrático, en el cual se respeten las libertades individuales. También es importante para Betar que este estado manifieste la identidad religiosa y nacional judía.

#### Mayoría judía en Israel
Según Betar, para sustentar un estado judío y democrático en Eretz Israel, debe haber mayoría demográfica judía en Israel. A esto se busca llegar a través de la aliá y la ley de retorno.

#### Hadar
«Hadar» es una palabra en hebreo que es difícil de traducir a otros idiomas. Se pude traducir como «Majestuosidad, respetar, honrar, distinguir, esplendor, brillo, etc.». Para Jabotinsky era fundamental que los betarim tengan Hadar, con Hadar se refiere a una mezcla de conductas y comportamientos, se puede resumir en «actuar como reyes».

#### Monismo
El Monismo es uno de los pilares de Betar. Para Betar la creación del Estado de Israel es un objetivo primordial y todos los sionistas deberían unir fuerzas sin importar diferencias ideológicas, políticas, étnicas o religiosas. Jabotinsky incluso prefería la creación de un estado socialista antes que la no creación del estado judío, a pesar de este oponerse a los ideales sionistas socialistas.

#### Conciencia social
Jabotinsky se oponía a la idea marxista de la lucha de clases; aun así, creía que el estado debía asegurar ciertos servicios básicos. Estos son alimento, vivienda, vestimenta, educación y salud.

#### Disciplina
Betar busca educar a sus javerim para que estos sean personas disciplinadas.

#### Idioma hebreo
Para Betar el idioma hebreo es fundamental, ya que lo consideran el idioma nacional judío. En la Palestina de los años 1930, el Betar solía reventar reuniones que se desarrollaban en yidis.

#### Activismo
Para Betar ha participado en distintas manifestaciones pro-israel y en contra del antisemitismo.

#### Pionerismo
Jalutziut en hebreo. Para Jabotinsky, Iosef Trumpeldor era el ejemplo de Jalutz (pionero). Por esto Betar lleva el nombre de Trumpeldor (Pacto de la Juventud Hebrea con Iosef Trumpeldor).

### Críticas
Los sionistas de izquierdas calificaron al Betar de fascista en los años 1930, debido a su nacionalismo, militarismo y hostilidad al sindicalismo y a la izquierda. Incluso su estética, con sus camisas marrones, recordaba a las Sturm Abteilung nazis.

### Conflicto árabe-israelí

Territorios que conformaron el Mandato británico de Palestina, los cuales fueron reclamados por Betar hasta 1995.

La postura de Betar sobre el conflicto árabe-israelí se resume en el articulo de Jabotinsky "La Muralla de Hierro" escrito en 1923 y revisado en 1937. En él, preveía que los árabes de Palestina no aceptarían dócilmente la implantación de una mayoría judía, la cual requeriría la creación de un ejército judío, y se oponía a una partición del territorio en dos estados porque ello implicaría la deportación forzosa de los árabes de la mitad de sus tierras.  En 1933 Jabotinsky escribió "La Ética de la Muralla de Hierro" en respuesta a criticas que calificaban de inmoral a su anterior articulo. Estos artículos expone cual debería ser la política israelí sobre el conflicto según Jabotinsky. Cabe recalcar que fueron escritos previo al establecimiento del estado judío. En la Muralla de Hierro Jabotinsky afirma no tener nada en contra de los árabes, dice que la relación con los árabes debe ser "indiferencia gentil", es decir que no debe ser distinto el trato hacia los árabes que hacia cualquier otro pueblo, pero si los árabes atacan a los judíos, Israel debe responder ferozmente a los árabes que hayan atacado. 

### Shtei Guedot
Shtei Guedot La-Yarden (a ambos márgenes del Jordán) fue una parte importante de la ideología betari. Es la idea de que Israel debe comprender los territorios del antiguo Mandato Británico de Palestina, que hoy comprenden Israel, Jordania y los territorios palestinos. Esto lo sustentan con que según la declaración Balfour, Israel tiene derecho a todos los antiguos territorios del mandato británico. Esto fue así hasta que en 1995, en un Kinus (asamblea) de Betar Mundial, se decidió que Betar debería de dejar de defender la idea de un estado a ambas márgenes del Río Jordán ya que consideraron esa idea de anticuada e impráctica considerando la actualidad de la geopolítica, sin embargo no negaron el derecho histórico de los judíos sobre lo que hoy comprende Jordania debido a que el antiguo Reino de Israel se comprendía tambien en estos territorios. Betar sigue utilizando al Shtei Guedot como símbolo, pero ya no defienden su realización.

### Betarim
Uno de los objetivos de Betar es crear buenos betarim (se entiende por betari a miembro de Betar). Según Jabotinsky para ser un buen betari primero hay que ser un buen judío, y sucesivamente buena persona. Jabotinsky quería crear judíos fuertes, que se enfrentasen al antisemitismo de la época. Esto va de la mano con la filosofía de "Cada individuo es un rey". Una de las razones de la creación de Betar era el de educar a la juventud judía en estos valores que para Jabotinsky eran tan importantes; la disciplina, el "Hadar", el pionerismo, el valor. 

## Simbología

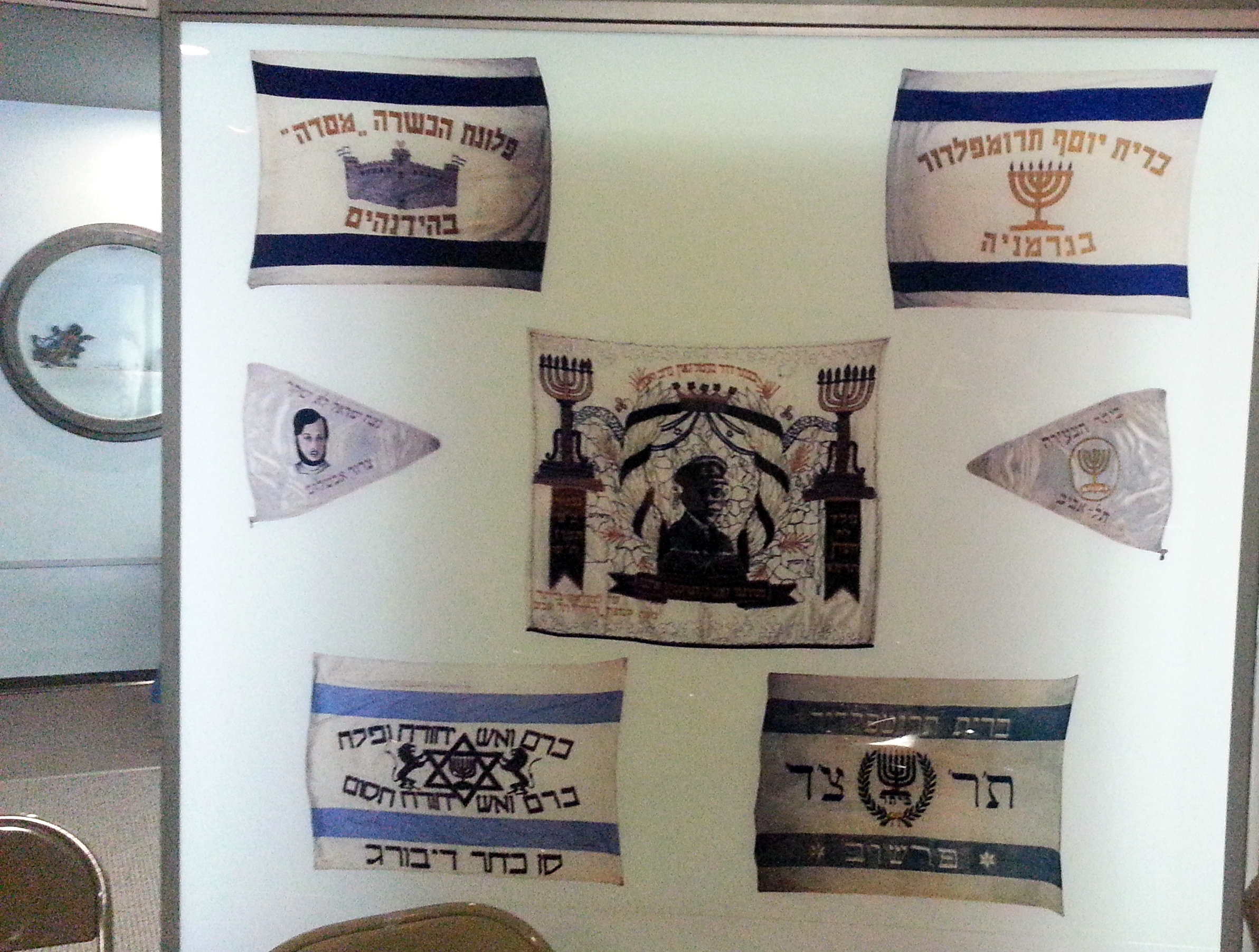
Banderas antiguas de Betar.

Betar se inspiró en sus orígenes por la simbología del fascismo.
Los símbolos oficiales de Betar son los mismos que los del Estado de Israel; la bandera de Israel, la Menorá y el Hatikva (himno de Israel). Esto tiene que ver con los ideales monistas de Betar. A pesar de esto betar utiliza otros símbolos no oficiales para distinguirse de otras organizaciones y tnuot. Entre estos se encuentra el shir betar (poema escrito por jabotinsky), figuras de leones y mapas de Israel. También a lo largo de la historia Betar a utilizado distintas banderas alternativas. Actualmente suelen ser de los colores azul y amarillo o violeta y amarillo, colores identificativos de Betar. 
Algo distintivo de Betar es el saludo; "Tel Jai". Esto hace honor a la batalla de Tel Jai, donde murió Iosef Trumpeldor. También Betar tiene su uniforme, son camisas azules llamadas "tilboshet". Estas camisas no son únicas de betar, otras tnuot también tienen tilboshet, pero en betar son más importantes sobre todo por su pasado militar y la importancia que le da Betar a la disciplina y al "Hadar". 

## Organización
Betar tiene un estructura jerárquica. Betar se divide en maozim (sedes, maoz en singular). Cada año los bogrim (egresados de 16 a 20 años)  de cada maoz se juntan en un kinus (asamblea) para elegir al Rosh Hanagá. Este es el encargado de cuidar, mantener y dirigir su maoz y responde al Rosh Hanagá Olami (mundial). El Rosh Hanagá a su vez elige a la Hanagá, que serán los encargados de dirigir el maoz. La Hanagá esta compuesta por:
- Rosh Hanagá, dirige al maoz.
- Rosh Jinuj, encargado de la parte educativa y pedagógica.
- Mazkir, traducido como Secretario General.
- Guizbar, tesorero, encargado de las finanzas y mantenimiento del maoz.
- Rosh Bogrim, encargado de los bogrim (egresados).

## Betar en el mundo
Betar funciona actualmente en distintos países. También hubo países donde Betar funcionaba antiguamente pero ya no existe un maoz, entre estos se encuentran Polonia, Lituania, Túnez, Canadá, Reino Unido, Alemania, Turquía, entre otros.  
Lista de maozim de Betar:
| País           | Ciudad/es                                | Sitio Web                    | Información |
| -------------- | ---------------------------------------- | ---------------------------- | --- |
| Argentina      | Buenos Aires                             |                              | Betar Argentina cerro durante unos años y solamente funciona Betar Tagar. Actualmente hay planes para volver a abrir el maoz. Betar Argentina también destaca por su amistad con el presidente argentino Javier Milei.                   |
| Australia      | Melbourne, Sydney y Queensland           | https://betar.org.au         | En Australia Betar es de las tnuot más grandes. |
| Brasil         | Sao Pablo, Rio de Janeiro y Porto Alegre | https://www.betar.com.br     | |
| Estados Unidos |                                          | https://www.betar.org        | Betar EEUU es conocido porque el Rosh Betar, Zeev Jabotinsky, falleció en un majane (campamento) de Betar EEUU, en Nueva York. Actualmente el maoz de Betar EEUU se encuentra en proceso de reapertura.                                  |
| Francia        |                                          |                              | Betar Francia es reconocido por su lucha contra el antisemitismo. |
| Israel         |                                          | https://www.betar.org.il     | En Israel Betar tiene alrededor de 40 maozim en distintos pueblos y ciudades, algunos incluso en Cisjordania. Tiene un funcionamiento distinto a los otros maozim, entre sus actividades destacan actividades comunitarias y educativas. |
| Italia         | Roma                                     |                              | |
| Países Bajos   |                                          |                              | |
| Rusia          |                                          |                              | |
| Sudáfrica      |                                          |                              | |
| Uruguay        | Montevideo                               | https://www.betaruruguay.com | Betar Uruguay esta desde 1933, es uno de los maozim más grandes de Betar en el mundo. |

## Beitar Ierushalaim
Beitar Ierushalaim o Betar Jerusalén es un equipo de futbol israelí de la ciudad de Jerusalén. Lleva el nombre de Betar porque fue fundado por betarim que luchaban en el Irgún. Es uno de los equipos de fútbol más importantes de Israel y tiene un fuerte componente ideológico sionista y nacionalista. Muchas veces sus hinchas son tachados de racismo.